# Islas Tres Chanchitos
Las islas Tres Chanchitos son un grupo de tres islas y pequeños islotes rocosos adyacentes ubicados a 0,56 kilómetros al noroeste de la isla Winter (o Invierno), en las islas Argentina, frente a la costa oeste de la península Antártica.

## Historia y toponimia
Fueron cartografiadas y denominadas descriptivamente por la Expedición Británica a la Tierra de Graham (BGLE), liderada por John Rymill, en febrero de 1935. El nombre fue traducido al castellano en las toponimias antárticas de Argentina y Chile.

## Reclamaciones territoriales
Argentina incluye las islas en el departamento Antártida Argentina dentro de la provincia de Tierra del Fuego, Antártida e Islas del Atlántico Sur; para Chile forman parte de la comuna Antártica de la provincia Antártica Chilena dentro de la Región de Magallanes y de la Antártica Chilena; y para el Reino Unido integran el Territorio Antártico Británico. Las tres reclamaciones están sujetas a las disposiciones del Tratado Antártico.
Nomenclatura de los países reclamantes: 
- Argentina: islas Tres Chanchitos[5][6]
- Chile: islas Tres Chanchitos[7]
- Reino Unido: Three Little Pigs[3]